# Revolution (2025)
Revolution (2025) – szósta gala wrestlingu w chronologii cyklu Revolution wyprodukowana przez federację i dla zawodników All Elite Wrestling (AEW). Odbyła się 9 marca 2025 w Crypto.com Arena w Los Angeles w stanie Kalifornia. Było to pierwsze wydarzenie AEW PPV transmitowane na Amazon Prime Video. Emisja także była przeprowadzana na żywo za pośrednictwem Triller TV na całym świecie oraz w systemie pay-per-view.
Na gali odbyło się trzynaście walk, w tym trzy podczas pre-show Zero Hour. W walce wieczoru, Jon Moxley pokonał Cope’a i Christiana Cage’a poprzez techniczne poddanie, aby zachować AEW World Championship; pierwotnie rozpoczął się jako singles match między Moxleyem i Copem, ale w połowie Cage zainkasował kontrakt na walkę o mistrzostwo z Casino Gauntletu, aby uczynić go three-wayem. W innym ważnych walkach, "Timeless" Toni Storm pokonała Mariah May w Falls Count Anywhere matchu, aby zachować AEW Women’s World Championship, Swerve Strickland pokonał Ricocheta, aby zostać pretendentem nr 1 do AEW World Championship, aw walce otwierającej "Hangman" Adam Page pokonał MJF-a.

## Produkcja

### Tło
Revolution to gala wrestlingu w systemie pay-per-view (PPV), organizowana corocznie przez All Elite Wrestling (AEW) od 2020 roku - pierwotnie odbywała się pod koniec lutego, ale została przeniesiona na początek marca w 2021 roku. Jest jedną z „Wielkiej Czwórki” AEW PPV, które obejmują także Double or Nothing, All Out i Full Gear, ich cztery największe gale produkowane co kwartał. 
19 listopada 2024 roku AEW ogłosiło, że szósta Revolution odbędzie się w Crypto.com Arena w Los Angeles w stanie Kalifornia 9 marca 2025 roku. Będzie to pierwszy raz, gdy AEW zorganizuje wydarzenie w Crypto.com Arena, ponieważ wszystkie wcześniejsze wydarzenia w Los Angeles odbyły się w Kia Forum w pobliskim Inglewood. W dniu 5 marca 2025 roku AEW ogłosiło nową umowę dystrybucji PPV z Amazon Prime Video, w ramach której PPV AEW będą dostępne do zakupu na platformie w Stanach Zjednoczonych, Kanadzie i Wielkiej Brytanii, począwszy od Revolution 2025.

### Rywalizacje
Revolution oferowało walki profesjonalnego wrestlingu z udziałem wrestlerów należących do federacji All Elite Wrestling. Oskryptowane rywalizacje (storyline’y) kreowane są podczas cotygodniowych gal Dynamite oraz Collision. Wrestlerzy są przedstawieni jako heele (negatywni, źli zawodnicy i najczęściej wrogowie publiki) i face’owie (pozytywni, dobrzy i najczęściej ulubieńcy publiki), którzy rywalizują pomiędzy sobą w seriach walk mających budować napięcie. Kulminacją rywalizacji jest walka wrestlerska lub ich seria.

#### Pojedynek o AEW World Championship
Na Worlds End 28 grudnia Jon Moxley zachował swój AEW World Championship w four-way matchu w walce wieczoru tylko po to, aby FTR (Dax Harwood and Cash Wheeler) i Adam Copeland, który powracał z siedmiomiesięcznej przerwy, aby skonfrontować się z nim później. Na Fight for the Fallen 1 stycznia Copeland, znany teraz po prostu jako "Cope", i FTR pokonali Death Riders. W ciągu następnych tygodni Jay White, który był jednym z trzech innych zawodników w four-way matchu na Worlds End, zaangażował się w spór Cope’a z Moxleyem. Na odcinku Dynamite z 22 stycznia, Cope pokonał Paca tylko po to, aby pokazać na TitanTronie, że Death Riders porwali Harwooda, Wheelera i Rock 'n' Roll Express (Roberta Gibsona i Ricky’ego Mortona). Następnie Claudio Castagnoli zaatakował Mortona con-chair-to, po czym zaatakował Cope’a i White’a na ringu. Doprowadziło to do Brisbane Brawl na Grand Slam Australia 15 lutego, które Death Riders wygrali. Po przegranej, Cope poprzysiągł rozmontować Death Riders jeden po drugim. Zaczynając od Paca w odcinku Collision z 22 lutego, uderzając Paca ruchem con-chair-to. W odcinku Dynamite z 26 lutego z pomocą White i Willow Nightingale, Cope wyeliminował Castagnoli i Marinę Shafir, pozostawiając Moxleya i Wheelera Yutę. W odcinku Dynamite z 5 marca Cope pokonał Yutę. Po walce na ringu wybuchła kłótnia między Yutą i Moxleyem, w wyniku której Yuta odszedł. Moxley powiedział wtedy, że nie może się doczekać pokonania Cope’a na Revolution.

## Wyniki walk
| Nr                                                                   | Wyniki | Stypulacje | Czas  |
| -------------------------------------------------------------------- | --- | --- | ----- |
| 1P                                                                   | Komander i Hologram (z Alexem Abrahantesem) pokonali Lee Johnsona i Blake’a Christiana poprzez pinfall | Tag team match                                                                                                   | 9:55  |
| 2P                                                                   | Daniel Garcia i The Undisputed Kingdom (Adam Cole, Roderick Strong i Kyle O’Reilly) pokonali Shane Taylor Promotions (Shane’a Taylora, Carliego Bravo, Lee Moriarty’ego i Capt. Shawna Deana) poprzez submission | Eight-man tag team match                                                                                         | 9:10  |
| 3P                                                                   | "Big Boom!" A.J. i The Conglomeration (Orange Cassidy i Mark Briscoe) (z Big Justicem i The Rizzlerem) pokonali Johnny’ego TV i MxM Collection (Mansoora i Masona Maddena) (z Tayą Valkyrie) poprzez pinfall     | Trios match | 12:55 |
| 4                                                                    | "Hangman" Adam Page pokonał MJF-a poprzez pinfall | Singles match | 19:10 |
| 5                                                                    | Mercedes Moné (c) pokonała Momo Watanabe poprzez submission | Singles match o AEW TBS Championship                                                                             | 18:30 |
| 6                                                                    | Swerve Strickland pokonał Ricocheta poprzez pinfall | Singles match o miano pretendenta do AEW World Championship                                                      | 18:10 |
| 7                                                                    | Kazuchika Okada (c) pokonał Brody’ego Kinga poprzez pinfall | Singles match o AEW Continental Championship                                                                     | 10:55 |
| 8                                                                    | The Hurt Syndicate (Bobby Lashley i Shelton Benjamin) (c) (z MVP) pokonali The Outrunners (Turbo Floyda i Trutha Magnuma) poprzez pinfall                                                                        | Tag team match o AEW World Tag Team Championship                                                                 | 8:40  |
| 9                                                                    | "Timeless" Toni Storm (c) (z Lutherem) pokonała Mariah May poprzez pinfall | Falls Count Anywhere match o AEW Women’s World Championship                                                      | 12:55 |
| 10                                                                   | Kenny Omega pokonał Konosuke Takeshitę (c) (z Don Callisem) poprzez pinfall | Singles match o AEW International Championship                                                                   | 28:30 |
| 11                                                                   | Will Ospreay pokonał Kyle’a Fletchera poprzez pinfall | Steel Cage match                                                                                                 | 29:00 |
| 12                                                                   | Jon Moxley (c) pokonał Cope’a i Christiana Cage’a poprzez techniczne poddanie | Three-way match o AEW World Championship Cage dołączył do walki, wykorzystując swój kontrakt z Casino Gauntletu. | 26:35 |
| (c) – mistrz/mistrzyni przed walkąP – walka miała miejsce w pre-show | | |       |